# Turnagra bělohrdlá
Turnagra bělohrdlá (Turnagra tanagra), maorsky piopio, je vyhynulý druh pěvce z čeledi žluvovití (Oriolidae), který býval endemický Severnímu ostrovu Nového Zélandu.

## Systematika
O formální popis druhu se postaral německý zoolog Hermann Schlegel v roce 1866. Druhové jméno tanagra Schlegel vybral, protože se domníval, že nově popisovaný druh je příbuzný americké čeledi tangarovití. Nejbližším příbuzným turnagry bělohrdlé je turnagra drozdí (Turnagra capensis) z Jižního ostrova. Oba druhy pak utvářejí rod Turnagra. Turnagra bělohrdlá byla v minulosti nejednou považována za poddruh turnagry drozdí. Podle molekulárních dat je nejbližším příbuzným rodu Turnagra rod Sphecotheres, který sdružuje několik žluvovitých ptáků z Austrálie a jihovýchodní Asie.

## Popis
Tento středně velký žluvovitý pták dosahoval délky těla kolem 26 cm a váhy asi 130 g. Statný a špičatý hnědý zobák měl mírně dolů zahnutou horní čelist. Duhovky byly žluté, dlouhé nohy tmavě hnědé. Opeření bylo šedohnědých odstínů, ocas byl rezavý. Krk a horní část hrudi byly bílé, spodní hruď šedá, břicho špinavě bílé. Temeno, šíje a tváře byly šedé až olivově hnědé, hřbet a horní strana těla hnědá. Turnagru bělohrdlou je možné na první pohled odlišit od turnagry drozdí díky jednotvárně zbarvené spodní části těla, která je u turnagry drozdí strakatá.

## Biologie a ekologie
Jednalo se o krotkého ptáka, který byl znám svým krátkým pronikavým pisklavým hlasem, kterým se turnagra bělohrdlá ozývala několikrát rychle za sebou. Toto volání Maorům znělo jako piopio, proto ji tak ve své řeči i nazývali. Turnagra bělohrdlá se zdržovala hlavně ve spodním lesním patře, kde sbírala bezobratlé živočichy, kteří představovali hlavní složku jejího jídelníčku.

## Vyhynutí
Podle subfosilních nálezů od Northlandu přes Gisborne po Wairarapu lze konstatovat, že turnagra bělohrdlá byla kdysi široce rozšířena po celém území Severního ostrova. Po introdukci krys obecných v 60. letech 19. století však začala její populace prudce ubývat. Do roku 1870 vymizela z oblastí severně od Waikato, v roce 1888 se ocitla na pokraji vymření. Poslední ověřený záznam pochází z roku 1902 z Ohury v jižním Waikato. Všechna pozdější pozorování se již nepodařila ověřit. K vyhynutí patrně přispěl i občasný odstřel evropskými osadníky a hlavně introdukce hranostajů koncem 19. století.